# واش‌مرغ گندمگون
واش‌مرغ گندمگون (نام علمی: Megalurus timoriensis) نام یک گونه از سرده واش‌مرغ‌های نمادین است.